# Любічко
Любічко (пол. Lubiczko) — село в Польщі, у гміні Ґрембошув Домбровського повіту Малопольського воєводства.
Населення — 180 осіб (2011).
У 1975—1998 роках село належало до Тарновського воєводства.

## Демографія
Демографічна структура станом на 31 березня 2011 року:
|          | Загалом | Допрацездатний вік | Працездатний вік | Постпрацездатний вік |
| -------- | ------- | ------------------ | ---------------- | -------------------- |
| Чоловіки | 94      | 15                 | 64               | 15                   |
| Жінки    | 86      | 8                  | 55               | 23                   |
| Разом    | 180     | 23                 | 119              | 38                   |